# Famille von Wechmar
La famille von Wechmar est une ancienne famille noble de Thuringe dont la maison ancestrale est à Wechmar près de Gotha.

## Histoire
La famille apparaît pour la première fois dans un document en 1170 avec Sinoldus de Wechmar, qui est mentionné comme ministériel de l'abbaye impériale d'Hersfeld; La lignée ininterrompue commence en 1400 avec Reinhard von Wechmar. La famille appartient à la chevalerie impériale franconienne, canton de Rhön-Werra. Ludwig Anton von Wechmar obtient pour lui et ses descendants le 30 décembre 1748 l'incolat de Silésie. Le 26 octobre 1844, la famille obtient la reconnaissance prussienne en tant que baron.

## Armes

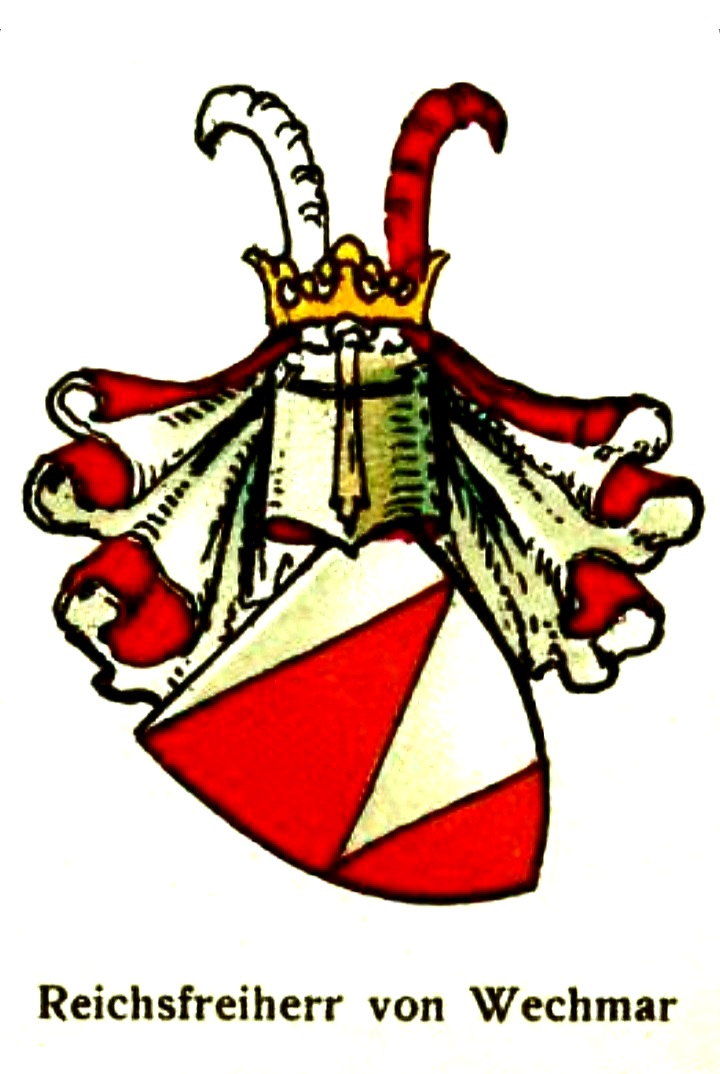
Armoiries de la famille von Wechmar (variante)

Les armoiries de la famille sont terminées trois fois de rouge et d'argent. Sur le casque avec des lambrequins rouges et argentées, deux cornes de chèvre, celle de droite est argentée, celle de gauche est rouge.

## Possessions

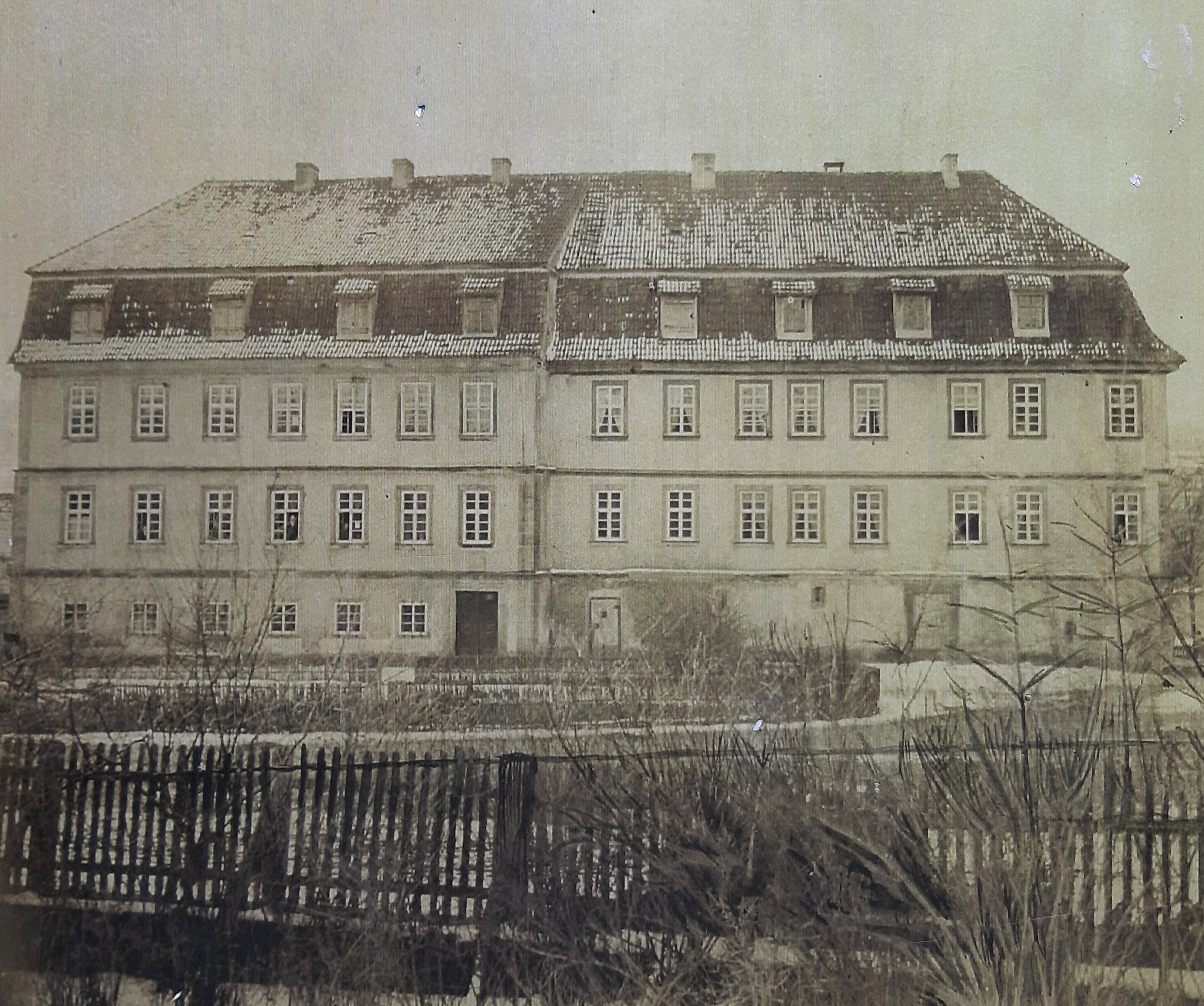
Château Wechmarsch à Roßdorf (avant 1895)

En plus du siège principal de Wechmar, la famille possède également un domaine à Roßdorf du XVe à la fin du XIXe siècle. Le château de Wechmar brûle en 1895 et n'est pas reconstruit,

## Personnalités
- Rüdiger II von Wechmar (mort en 1396), abbé de l'abbaye de Theres 1386–1396
- Ludwig Anton von Wechmar (de) (1712-1787), colonel prussien et chevalier de l'ordre Pour le Mérite
- Gustav Julius von Wechmar (de) (1791-1863), général de division prussien
- Rudolf Hermann von Wechmar (1800–1861), ministre de Saxe-Meiningen
- Friedrich von Wechmar (1801–1869), ministre de la Justice et de l'Intérieur de Bade
- Karl von Wechmar (1813–1866), général de division de Bade
- Rudolf von Wechmar (de) (1823-1881), lieutenant général prussien
- Reinhard von Wechmar (1856-1923), lieutenant général prussien
- Friedrich von Wechmar (1864-1943), général de division prussien
- Eberhard von Wechmar (de) (1897-1934), dirigeant SA, abattu dans le soi-disant Röhm Putsch
- Irnfried von Wechmar (de) (1899–1959), officier, journaliste et titulaire de la croix de chevalier de la croix de fer
- Rüdiger von Wechmar (de) (1923–2007), diplomate allemand